# Розателли, Челестино
Челести́но Розате́лли (итал. Celestino Rosatelli; 8 апреля 1885, Бельмонте-ин-Сабина, Италия — 23 сентября 1945, Турин, Италия) — итальянский авиаконструктор, автор множества проектов. Наиболее известен как конструктор самолётов компании Fiat, использовавшихся во Второй мировой войне. К таковым относятся Fiat CR.42 Falco, Fiat BR.20 Cicogna и другие.